# Dolores Claiborne
Dolores Claiborne er en roman af Stephen King fra 1993. Bogen udkom på dansk i 1994 og blev filmatiseret i 1995 med Kathy Bates i titelrollen. 
Romanen omhandler Dolores Claiborne, en fattig, grim kvinde hvis liv har været én lang prøvelse. Indledningsvis møder man Dolores op i årene hvor hun arbejder for den tykke og frygtelige Vera. Dolores lever mere eller mindre for sin datter, der dog er fremmedgjort og ikke ønsker kontakt. Ved små flashbacks får læseren bekendtskab med Dolores' liv, hendes ægteskab med en voldelig ægtemand og hans pludselige forsvinden. 
Dolores og Vera er fanget i et had til hinanden der isolerer dem fra omverdenen og tvinger dem tættere sammen. En dag falder Vera ned ad trappen og bliver så ilde tilredt at hun beder Dolores om at dræbe hende. Dolores bliver taget i akten og anklages for mord, pludselig begynder de gamle rygter, om at hun dræbte sin mand, at svirre igen. Det får Dolores' datter til at komme hjem for at få sandheden at vide.
| Bog | Spire Denne artikel om bøger og tidsskrifter er en spire som bør udbygges. Du er velkommen til at hjælpe Wikipedia ved at udvide den. |